# Contane
Contane è una frazione del comune di Jolanda di Savoia in provincia di Ferrara. 
È situato nella pianura Padana, non molto lontano dalle Valli di Comacchio e dal Po.

## Geografia fisica
Secondo l'Istituto Geografico Militare, è il punto altimetricamente più basso d'Italia, posto nel luogo denominato Corte delle Magoghe, in frazione Contane, a 3 metri e 44 centimetri sotto il livello del mare.
All'estremo opposto, la località costantemente abitata posta più in alto in Italia è Èira, borgata posta tra Trepalle e il Passo dell'Eira, tutte frazioni di Livigno, che si trova a ben 2.172 m. slm. La differenza altimetrica tra le due località è quindi di 2.175,44 m.